# Levantamiento espartaquista

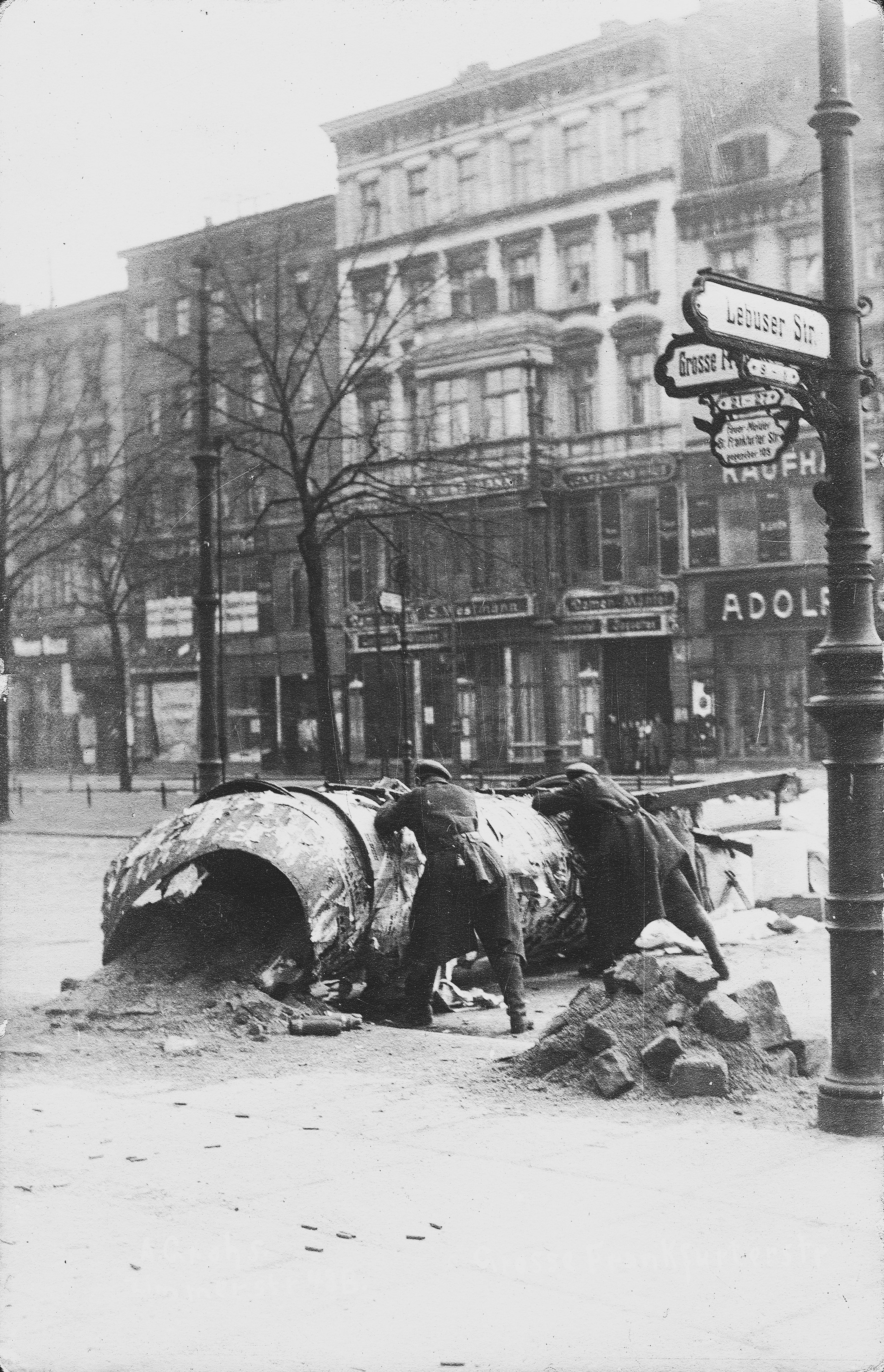
Spartakusaufstand: barricadas en Berlín en enero de 1919

Se conoce como levantamiento espartaquista (en alemán, Spartakusaufstand) a la huelga general y a las luchas armadas en Berlín del 5 al 12 de enero de 1919, que al ser sofocadas dieron prácticamente por finalizada la Revolución de Noviembre.
El nombre se ha generalizado en el uso, aunque en realidad la Liga Espartaquista, que después se convirtió en el Partido Comunista de Alemania (KPD), ni inició el levantamiento de obreros y soldados ni lo dirigió, sino que cooperó con el levantamiento una vez comenzado.

## Origen
Desde noviembre de 1918 había surgido una gran agitación revolucionaria en Alemania, tras el derrocamiento de la monarquía de los Hohenzollern y la proclamación de la República de Weimar, siendo que el nuevo régimen se enfrentaba a poderosas tensiones internas, causadas por facciones políticas mutuamente enfrentadas: monárquicos, oficiales del ejército, sindicatos socialistas y comunistas, y ahora los soldados y marineros de menor rango que cuestionaban abiertamente la conveniencia de obedecer a su oficialidad.
El nuevo gobierno presidido por el socialdemócrata Friedrich Ebert trataba de mantener el orden interno, calmar las suspicacias de la burguesía y de la clase media y presentar un frente unido ante las potencias vencedoras de la Primera Guerra Mundial, evitando al mismo tiempo la "revolución proletaria" que los socialistas más radicales trataban de lanzar imitando el ejemplo de los bolcheviques de Rusia. Para ello, el gobierno de Ebert precisaba asegurarse la obediencia de las tropas desmovilizadas del Reichsheer e impedir que los recién creados sóviets de obreros y soldados fueran un desafío abierto contra el régimen.
Por otro lado, la repentina derrota causó un clima de incertidumbre social en Alemania, agravado por las noticias de cómo evolucionaba la Revolución rusa, donde los comunistas bolcheviques liderados por Vladimir Lenin apenas un año antes habían aprovechado la descomposición de un gobierno moderado para impulsar un radical cambio de régimen. Precisamente los líderes del SPD, como Ebert y Gustav Noske, luchaban para que ello no se repitiera en Alemania, poniendo especial atención en la guarnición de Berlín.

## Sublevación obrera
El levantamiento empezó al proclamarse en diciembre de 1918 el Primer Congreso Soviético de Alemania en Berlín. Sus delegados, miembros de los "Consejos de Trabajadores y Soldados", y bajo fuerte influencia del Partido Comunista de Alemania, solicitaron poco antes de Navidad la destitución del Mariscal Paul von Hindenburg como Comandante en Jefe del Ejército, la disolución del Ejército Regular y su sustitución por una "guardia civil", cuyos oficiales serían elegidos por sus hombres. Los líderes del KPD esperaban que, gracias a su mejor organización, podrían copar tales designaciones de oficiales.
El gobierno socialdemócrata de Friedrich Ebert rehusó acceder a estas peticiones, siendo apoyado en ello por la oficialidad del Ejército, representada por el mariscal Hindenburg, y manteniendo una tensa calma en los últimos días de 1918. No obstante, los izquierdistas más radicales, ahora apoyados por la Liga Espartaquista, enviaron el 5 de enero a la llamada "División Popular de Marina" (unidad de marineros izquierdistas estacionada en Berlín) a tomar la sede del periódico Vorwärts, vocero del SPD y amenazaron las sedes administrativas del gobierno situadas en la Wilhelmstrasse y el Edificio de la Cancillería, siguiendo el esquema de revuelta en la capital a semejanza de la Revolución rusa. 

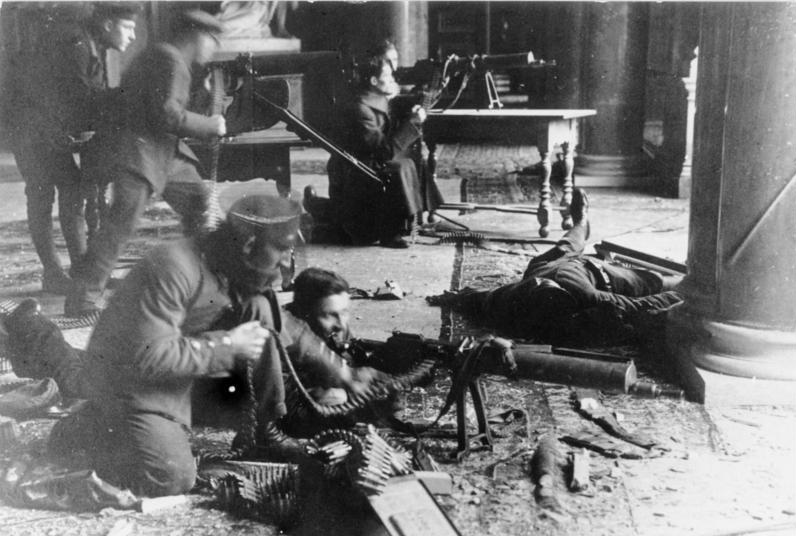
Marineros amotinados durante los combates del día de Navidad dentro y en los alrededores del Palacio Real de Berlín

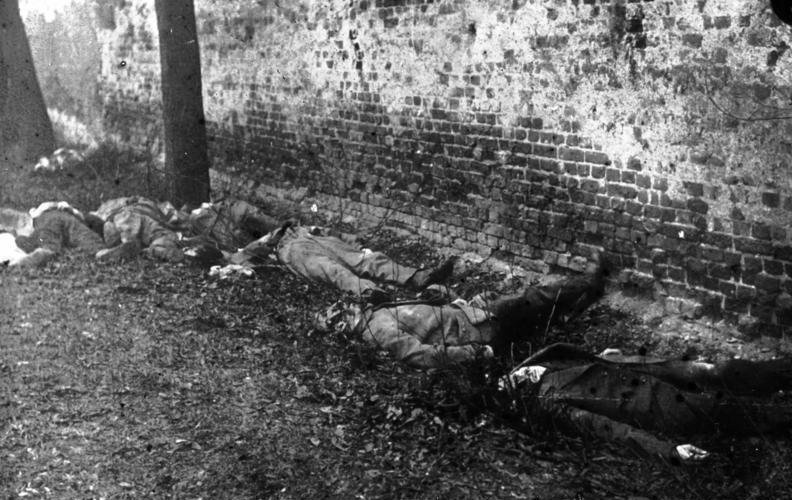
Revolucionarios fusilados durante la sublevación

No obstante, el primer movimiento revolucionario se debió a las masas del Primer Congreso Soviético, compuesto por obreros y soldados admiradores de los bolcheviques que proclamaron la huelga general en Berlín y proyectaron el derrocamiento del gobierno de Ebert, aunque sin contar con la aprobación del Partido Comunista de Alemania, que no juzgaba oportuno el momento para un levantamiento de obreros y soldados.
En efecto, la líder comunista Rosa Luxemburgo postulaba que la situación alemana de 1919 no era igual a la de Rusia en 1917, y que con soldados desmovilizados no había forma de establecer una masa de combatientes suficiente para derrocar al gobierno mediante un golpe de Estado en la capital del país. Por otro lado, el régimen bolchevique ruso se enfrentaba aún a la reacción militar zarista auspiciada por los gobiernos francés y británico, manifestada en una guerra civil, por lo cual no estaba en condiciones de brindar ayuda efectiva a los comunistas alemanes. Además, la "División Popular de Marina" estaba lista a lanzar una revuelta sí así lo ordenaba su propio "sóviet" de marineros, pero la mayoría de sus hombres solo ansiaba volver a sus hogares (muy pocos eran nativos de Berlín) y dudaba de entrar en combate solo por órdenes de la Liga Espartaquista.
Para colmo, el gobierno de Ebert trataba de calmar la incertidumbre de los obreros sobre el pago de jornales y la mejora de sus condiciones de vida ofreciendo, a inicios de enero de 1919, que el gobierno de Estados Unidos, dirigido por Woodrow Wilson, entregaría ayuda financiera de emergencia para evitar el descontento social (y la consiguiente revuelta izquierdista) en Alemania, lo cual debilitó el entusiasmo de una parte de las masas obreras para participar en una revuelta, más aún al tener como aliados a soldados desmovilizados y con pocas armas en contra de las tropas regulares del gobierno. 
Pese a estos factores adversos, el jefe de la Liga Espartaquista, Karl Liebknecht, determinó que la Liga apoyase la revuelta de los huelguistas y después se pusiera al frente de ella aprovechando su mejor organización, calculando que este sería el momento más adecuado para imitar en Alemania el ejemplo ruso de la Revolución de Octubre y derrocar al régimen de Ebert, temiendo Liebknecht que una conducta dubitativa de los espartaquistas y del KPD anulase su influencia sobre las masas justo en el momento más propicio para ganar la adhesión de estas. Rosa Luxemburgo discrepaba públicamente de los postulados de Liebknecht pero manifestó que apoyaría con todas sus fuerzas a la revuelta en cuanto esta empezara.
El socialista Gustav Noske fue designado ministro de Defensa Nacional el 6 de enero y declaró: "Alguien tiene que ser el perro de caza", dando órdenes para lanzar una reacción armada contra los huelguistas y sus aliados, aunque aún Ebert trataba de ganar tiempo requiriendo negociaciones con los sublevados espartaquistas. No obstante, al saber los  delegados de Primer Congreso Soviético que Ebert y el SPD reclamaban participar en ese mismo Congreso, se rompieron todas las negociaciones el 8 de enero.

## Reacción gubernamental

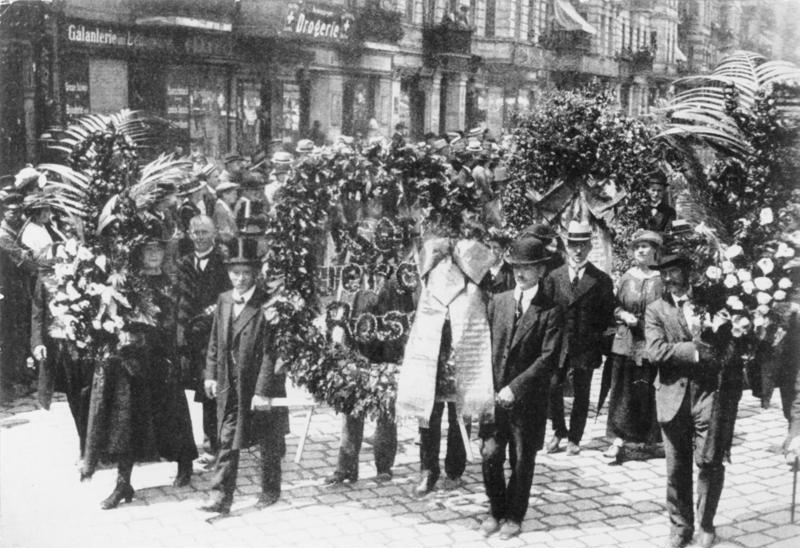
Entierro de Rosa Luxemburgo

Los sublevados reclamaron entonces la dimisión inmediata del gobierno y ante ello el Canciller Friedrich Ebert solicitó de inmediato la ayuda del Ejército regular, aprovechando que la División Popular de la Marina partidaria de los sublevados se había retirado a sus cuarteles antes de que llegara la guarnición de Potsdam, la cual seguía fiel al Ejército Regular. Por su parte, Karl Liebknecht y Rosa Luxemburgo se pusieron al frente de la revuelta, tratando de ganar el apoyo de los soldados de los soviets, a fin de que auxiliasen con sus armas a los obreros sublevados.
El contraataque del Ejército dio comienzo el 9 de enero de 1919, al mando del general Walther von Lüttwitz, contando con apoyo de tropas leales el gobierno y con los Freikorps anticomunistas. Las luchas con los obreros sublevados iniciaron la llamada "Semana Sangrienta", causando combates urbanos en la capital alemana durante varios días y transformando las vías públicas y plazas en campos de batalla. Los obreros espartaquistas, atrincherados en sus fábricas, no contaban con el apoyo masivo de soldados y de otros obreros, por lo cual difícilmente pudieron resistir el embate de las tropas regulares y de los Freikorps. Carentes de una adhesión masiva entre obreros y soldados, los espartaquistas fueron lentamente desalojados de sus posiciones, siendo matados o hechos prisioneros en combate por las fuerzas gubernamentales mejor armadas y organizadas.
Para el atardecer del 15 de enero había quedado aplastado el levantamiento comunista en Berlín y las tropas del gobierno habían recuperado todos los puntos de la ciudad tomados por los espartaquistas. Los dos principales cabecillas de la Liga Espartaquista, Rosa Luxemburgo y Karl Liebknecht, fueron detenidos por tropas regulares en la mañana de ese mismo día y fusilados durante su traslado a la cárcel por orden de Waldemar Pabst, siendo incierto el destino de sus cuerpos. Estos asesinatos desencadenaron por toda Alemania numerosos disturbios y motines que se saldaron con 5000 muertos, miles de represaliados y el asesinato de numerosos líderes de la izquierda.